# Duke : Été meurtrier
Duke : Été meurtrier (Duke Caribbean: Life's a Beach) est un jeu vidéo de tir à la première personne sorti en 1997 et fonctionne sur PC. Le jeu a été développé par WizardWorks Software et Sunstorm Interactive puis édité par GT Interactive.

## Présentation
Ahhh... les Caraïbes, enfin! Après plusieurs mois de travail acharné à éliminer tous ce qui ressemble de près ou de loin à un alien, Duke Nukem prend quelques jours de vacances. Petites "pépées" en bikini, cocktail sympa au café de la plage et chemises à fleurs sont à son programme. Petit problème, les aliens ont décidé de prendre leurs vacances au même endroit!
Une énorme surprise les attend en guise de comité d'accueil... Duke déteste les aliens en short. Et un peu de gymnastique sur la plage lui fera le plus grand bien. La tornade Duke ravage les Caraïbes, sur la plage, dans un lagon, sur une croisière, dans un casino... et bien plus encore!
Alors apportez votre glacière, parce que ça va chauffer.

## Inclus
- 7 niveaux très ensoleillés!
- 1 niveau secret "raz de marée"
- 4 niveaux multijoueurs à la sauce caraïbes
- Nouveaux monstres "spécial vacances"
- Nouvelles armes estivales
- Musiques des îles et effets très spéciaux